# 路易吉·梅罗尼
路易吉·“吉吉”·梅罗尼（義大利語：Luigi "Gigi" Meroni，1943年2月24日—1967年10月15日），意大利男子足球运动员，场上位置是中场。他曾代表意大利国家队参加1966年国际足联世界杯，结果获得第九名。